# 格爾達·韋格納
格爾達·瑪麗·弗雷德里克·韋格納（丹麥語：Gerda Marie Fredrikke Wegener，娘家姓Gottlieb；1886年3月15日—1940年7月28日）是丹麥的畫家。她創作了不少時尚插畫，這些作品有時被外界視為女同性戀情色作品，其中許多作品的靈感來自於她的丈夫埃纳·莫恩斯·韦格纳；此外她的作品還具有新藝術風格和裝飾藝術風格。在她的丈夫埃纳·莫恩斯·韦格纳變性後，由于当时的丹麦法律不承认同性婚姻，1930年10月，丹麥国王克里斯蒂安十世宣布她們兩人之間的婚姻關係无效。